# Ђура Димитријевић
Ђурђе Ђура Димитријевић (Белошевац, код Крагујевца, 3. мај 1920 – Иван планина, 22. фебруар 1943) био је учесник Народноослободилачке борбе и народни херој Југославије.

## Биографија
Рођен је 3. маја 1920. године у Белошевцу, код Крагујевца, у сиромашној сеоској породици. Његов отац Микан учествовао је у револуционарном радничком покрету. Ђура је основну школу завршио у Белошевцу, а два разреда гимназије у Крагујевцу. Након тога је прекинуо школовање и почео да учи столарски занат и занатску школу, коју је завршио са успехом.
Још као ученик у занатској школи, дошао је у додир с револуционарно оријентисаном радничком омладином и 1939. године постао члан СКОЈ-а. Пошто се запослио у Војно-техничком заводу, а знало се да је Ђурин отац сарађивао са илегалцима и револуционарима у околини, полиција је више пута вршила претресе у његовој кући и на Ђурином радном месту, али никада није успела да пронађе никакав материјал који би им дао повода за хапшење.
После уласка немачких трупа у Крагујевац и позива КПЈ на оружану борбу против окупатора, крагујевачки скојевци, сврстани у војне десетине, отпочели су с извршењем диверзија и акција: сечење телефонских жица, паљење квислиншке штампе, растурање и лепљење летака и одржавање масовних састанака. Убрзо после формирања Крагујевачког одреда, Ђура је ступио у одред 25. јула и одмах постао десетар, а нешто касније је био постављен за делегата вода. У својој јединици учествовао је у свим борбама до повлачења партизанских снага за Санџак. Истакао се као митраљезац у борбама код Рековца, у Дуленима, Книћу, у нападу на крагујевачку железничку станицу и другим акцијама. Члан КПЈ постао је крајем 1941. године.
У време непријатељске офанзиве у западној Србији, у покрету према Санџаку, Ђура Димитријевић се налазио у групи од двадесет бораца, коју су четници опколили у једној воденици у Овчарско-кабларској клисури. Група је после вишечасовне борбе успела да разбије четнике и да настави пут.
Када је основана Прва пролетерска ударна бригада у Рудом, 22. децембра 1941, Ђура је ушао у састав Прве чете Трећег крагујевачког батаљона и у њеном саставу учествовао у свим борбама на територији источне Босне, у Игманском маршу, у нападу на Фочу, и остало. После преласка преко Игмана био је у заштитници Партизанске болнице и Врховног штаба НОВЈ до пролећа 1942. године. Касније је учествовао у борбама за Калиновик и у Херцеговини, у чишћењу терена од усташа.
У заузимању Јајца и у борбама код Кључа, где је са својим водом пресекао колону усташа, истакао се и као пушкомитраљезац. Био је у првим редовима борби на Ливну, при заузимању фабрике цемента и разбијању велике групе усташа. Током битке на Неретви, Ђура Димитријевић је са својом јединицом штитио прелаз рањеника и Врховног штаба НОВЈ преко Неретве.
Погинуо је на Иван планини од минобацача, 22. фебруара 1943, када је, као заменик командира чете, вршио распоред својих митраљезаца за борбу против надмоћнијих непријатељских снага.
Указом Президијума Народне скупштине Федеративне Народне Републике Југославије, 20. децембра 1951. године, проглашен је за народног хероја.